# آل‌طیب
آل‌طیب (بهبهان)، روستایی طیبی‌نشین از توابع بخش مرکزی شهرستان بهبهان در استان خوزستان ایران است.

## جمعیت
این روستا در دهستان دودانگه قرار دارد و براساس سرشماری مرکز آمار ایران در سال ۱۳۸۵، جمعیت آن ۵۱۶ نفر (۹۶خانوار) بوده‌است.